# Chichery
Chichery és un municipi francès, situat al departament del Yonne i a la regió de Borgonya - Franc Comtat. L'any 2007 tenia 480 habitants.

## Demografia

### Població
El 2007 la població de fet de Chichery era de 480 persones. Hi havia 184 famílies, de les quals 44 eren unipersonals (28 homes vivint sols i 16 dones vivint soles), 52 parelles sense fills, 76 parelles amb fills i 12 famílies monoparentals amb fills.
La població ha evolucionat segons el següent gràfic:
Habitants censats

### Habitatges
El 2007 hi havia 228 habitatges, 189 eren l'habitatge principal de la família, 27 eren segones residències i 12 estaven desocupats. 217 eren cases i 10 eren apartaments. Dels 189 habitatges principals, 141 estaven ocupats pels seus propietaris, 41 estaven llogats i ocupats pels llogaters i 7 estaven cedits a títol gratuït; 7 tenien dues cambres, 34 en tenien tres, 49 en tenien quatre i 99 en tenien cinc o més. 134 habitatges disposaven pel capbaix d'una plaça de pàrquing. A 75 habitatges hi havia un automòbil i a 102 n'hi havia dos o més.

### Piràmide de població
La piràmide de població per edats i sexe el 2009 era:
| Homes | Edats   | Dones |
| ----- | ------- | ----- |
| 0     | 95 o +  | 0     |
| 0     | 90 a 94 | 4     |
| 0     | 85 a 89 | 0     |
| 0     | 80 a 84 | 0     |
| 8     | 75 a 79 | 0     |
| 8     | 70 a 74 | 12    |
| 8     | 65 a 69 | 8     |
| 16    | 60 a 64 | 4     |
| 0     | 55 a 59 | 12    |
| 12    | 50 a 54 | 12    |
| 40    | 45 a 49 | 20    |
| 20    | 40 a 44 | 20    |
| 16    | 35 a 39 | 16    |
| 28    | 30 a 34 | 28    |
| 12    | 25 a 29 | 4     |
| 8     | 20 a 24 | 24    |
| 8     | 15 a 19 | 12    |
| 20    | 10 a 14 | 16    |
| 20    | 5 a 9   | 20    |
| 28    | 0 a 4   | 28    |

## Economia
El 2007 la població en edat de treballar era de 310 persones, 254 eren actives i 56 eren inactives. De les 254 persones actives 238 estaven ocupades (132 homes i 106 dones) i 16 estaven aturades (4 homes i 12 dones). De les 56 persones inactives 18 estaven jubilades, 19 estaven estudiant i 19 estaven classificades com a «altres inactius».

### Ingressos
El 2009 a Chichery hi havia 192 unitats fiscals que integraven 481,5 persones, la mediana anual d'ingressos fiscals per persona era de 19.089 €.

### Activitats econòmiques
Dels 12 establiments que hi havia el 2007, 1 era d'una empresa alimentària, 3 d'empreses de fabricació d'altres productes industrials, 3 d'empreses de construcció, 1 d'una empresa d'informació i comunicació, 1 d'una empresa financera, 1 d'una empresa immobiliària i 2 d'empreses de serveis.
Els 2 serveis als particulars que hi havia el 2009 eren fusteries.
L'any 2000 a Chichery hi havia 4 explotacions agrícoles que ocupaven un total de 764 hectàrees.

## Equipaments sanitaris i escolars
El 2009 hi havia una escola elemental integrada dins d'un grup escolar amb les comunes properes formant una escola dispersa.

## Poblacions més properes
El següent diagrama mostra les poblacions més properes.